# Agnes Joaquim
Ashkhen Hovakimian (Agnes Joaquim) (Singapur, 7 de abril de 1854-Ib., 2 de julio de 1899) fue una botánica armenia singapurense que crio el primer híbrido de orquídea de Singapur, la Vanda 'Miss Joaquim'. Joaquim fue incluida en el Salón de la Fama de las Mujeres de Singapur en 2015.

## Biografía
Joaquim era la hija mayor y segunda de los hijos de Parsick (Basil) Joaquim, un comerciante y agente comercial armenio, y Urelia Joaquim. Agnes era una ávida jardinera, al igual que su madre. Además de su interés por la jardinería, Agnes era miembro activo de la Iglesia armenia y una hábil bordadora.

### La flor nacional de Singapur

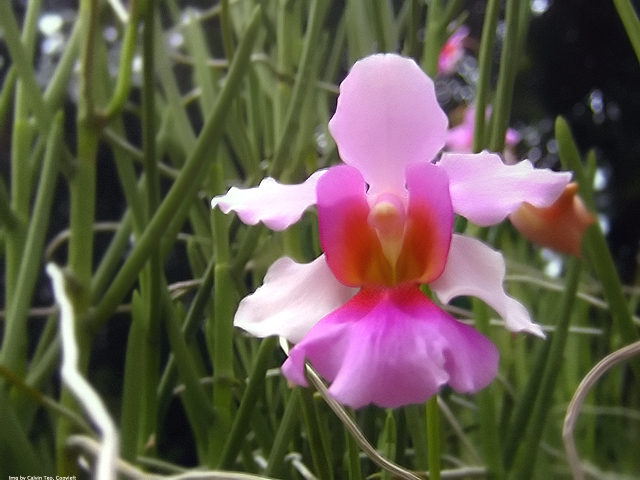
La Vanda 'La Señorita Joaquim'

Agnes Joaquim ganó premios en las exposiciones anuales de flores y es famosa por haber ganado el premio a la orquídea más rara en la exposición anual de flores de 1899. El primer premio fue para un híbrido que recibió su nombre, Vanda 'Miss Joaquim'. Ya enferma de cáncer, murió tres meses después de recibir el premio.
En 1947, Vanda 'Miss Joaquim' fue elegida el emblema más apropiado para el naciente Partido Progresista. En 1957 fue elegida como escudo de la Sociedad Malaya de Orquídeas. Pero en abril de 1981 la Vanda Miss Joaquim fue elegida flor nacional de Singapur de entre cuarenta candidatas.
En Tanjong Pagar, el jardín del Pabellón Vanda Miss Joaquim marca el emplazamiento de la antigua residencia de Joaquim en la desaparecida calle Narcis, donde se crio por primera vez la orquídea. El pabellón y el jardín asociado se inauguraron el 14 de abril de 2002. A poca distancia se encuentra el Parque Vanda Miss Joaquim, situado en Yan Kit Road, que "conmemora a la fundadora" de la flor nacional y a la propia orquídea.

## Familia

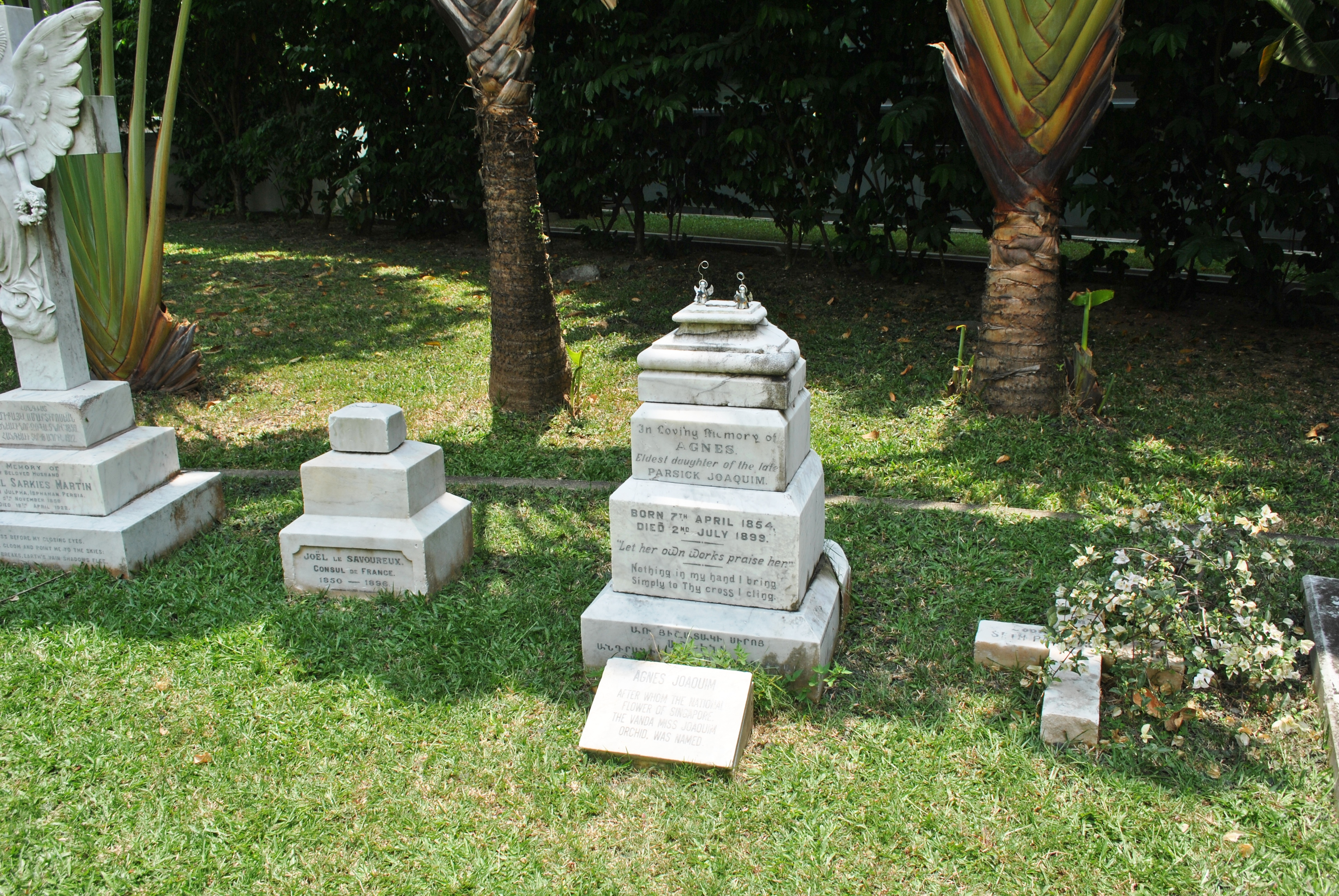
Lápida de Agnes Joaquim en el cementerio de la Iglesia armenia de Singapur

Los hermanos de Agnes Joaquim eran muy conocidos en Singapur. La calle Narcis debe su nombre a su hermano mayor, Nerses (Narcis, nacido el 2 de diciembre de 1852). Sus hermanos, Joe (Joaquim, nacido el 1 de abril de 1856), Seth (nacido el 11 de septiembre de 1866) y John (nacido el 17 de junio de 1858) eran abogados conocidos. Joe fue uno de los fundadores de Braddell y Joaquim, una empresa jurídica, antes de fundar su propia firma, Joaquim Brothers. Dos hermanos, Arathoon (2 de julio de 1864), seguido por Simon (5 de diciembre de 1867), sirvieron como registrador adjunto del Departamento de Carruajes de Hackney.
Josephine, sobrina nieta de Agnes Joaquim, también tiene una orquídea que lleva su nombre, la Vanda 'Josephine' (también conocida como Vanda Miss Joaquim 'Josephine').
El abuelo materno de Hovakimian, Isaiah Zachariah, fue uno de los miembros de la primera Cámara de Comercio de Singapur, que se reunió en 1837.